# Кизилсайський сільський округ (Жаксинський район)
Кизилса́йський сільський округ (каз. Қызылсай ауылдық округі, рос. Кызылсайский сельский округ) — адміністративна одиниця у складі Жаксинського району Акмолинської області Казахстану. Адміністративний центр — село Кіровське.
Населення — 528 осіб (2021; 845 у 2009, 1514 у 1999, 2632 у 1989).
Станом на 1989 рік існували Баягізька сільська рада (село Баягіз), Ентузіастська сільська рада (село Кизилсай) та Кіровська сільська рада (селище Кіровський). Село Кизилсай було ліквідовано 2019 року.

## Склад
До складу округу входять такі населені пункти:
| Населений пункт  | Населення, осіб (1989) | Населення, осіб (1999) | Населення, осіб (2009) | Населення, осіб (2021) |
| ---------------- | ---------------------- | ---------------------- | ---------------------- | ---------------------- |
| Баягіз, село     | 1071                   | 498                    | 141                    | 91                     |
| Кіровське, село  | 717                    | 613                    | 607                    | 429                    |
| --Кизилсай, село | 844                    | 403                    | 97                     | 8                      |